# Modula-2
Modula est un langage de programmation créé en 1977 par Niklaus Wirth à l'École polytechnique fédérale de Zurich pour le système d'exploitation et les applications de la station de travail Lilith. Sa syntaxe est une amélioration de celle du langage Pascal dont il reprend bon nombre de principes.
Modula est un langage de programmation compilé, procédural, fortement typé, modulaire, facile à lire et à apprendre. Il est conçu pour enseigner la programmation et faciliter le développement des projets de grande ampleur.
Par rapport à Pascal, il ajoute :
- l'encapsulation en modules — d'où le nom du langage,
- la notion d'interface, de bibliothèque, d'unité de compilation ; avec celle-ci, la programmation de haut et de « bas niveau » (permettant la définition de primitives ou fonctions de base au niveau le plus physique).
- la programmation concurrente et une bien meilleure portabilité.

En résumé, Modula-2 est plus puissant et plus complet que Pascal. La modularité étant mieux conçue et traitée qu'en C, Modula-2 s'avère plus fiable dans les grosses applications.
Wirth a déclaré que ce langage était « celui qu'il aurait aimé concevoir quand il avait conçu Pascal ».

## Dialectes et langages apparentés
Algol W et Pascal (Niklaus Wirth, 1970) sont les ancêtres de Modula.
Oberon est un descendant direct de Modula. (Niklaus Wirth, 1985)
Modula a influencé les langages Java et C#
dialectes
- Modula, aussi appelé Modula-1. Niklaus Wirth, 1977
- Modula-2. Niklaus Wirth, 1978
- ISO-Modula. International Organisation for Standardisation, 1987.
- Modula-3. 1980

## Compilateurs Modula
- GNU Modula-2 : pour platformes Unix - BSD, MacOS X, Linux, Solaris
- M2Amiga: pour Amiga
- MacMETH : pour Macintosh
- MOCKA : pour de nombreux Unix - Sun Solaris, SGI IRIX, Hewlett Packard HPUX, Linux, BSD
- Objective Modula-2 : avec extensions pour Cocoa et GNUstep sur platformes Unix
- Stony Brook : compilateur ISO-Modula et Pascal pour x86 (DOS, Windows, Linux) et SUN Solaris. Stony Brook a cessé son activité le 31 octobre 2004.
- XDS: compilateur Modula-2 et Oberon pour x86 (Windows, OS/2, Linux)

## Caractéristiques du langage Modula
La syntaxe générale de Modula est celle de Pascal. La différence majeure étant l'usage moins fréquent du mot clé BEGIN, et le remplacement du mot clé PROGRAM par MODULE, IMPLEMENTATION MODULE ou DEFINITION MODULE selon les cas.
Contrairement au langage Pascal, qui n'est pas sensible à la casse, les mots réservés et noms des éléments de base (fonctions, types et constantes) en Modula-2 sont obligatoirement écrits en majuscule.
exemple: Hello World écrit en Modula :
```
   
MODULE
 
Hello
;

 
   
FROM
 
Terminal
 
IMPORT
 
WriteLn
,
 
WriteString
;

 
   
BEGIN

      
WriteString
(
"Hello world!"
);

      
WriteLn
;

   
END
 
Hello
.

```

### Typage fort et données brutes
Modula est un langage fortement typé, qui interdit toute conversion entre deux types où il y a possibilité de perte d'information tout en permettant la manipulation de données brutes et non typées.
Les types de base sont INTEGER (nombre entier), REAL (nombre à virgule flottante), CHAR (caractère), et BOOLEAN. (booléen)
Modula offre de nombreuses possibilités de créer des types complexes tels que tableaux ARRAY, enregistrements RECORD, pointeurs typés POINTER, énumérations, intervalles, groupe de flags SET OF.
Modula offre la possibilité de créer des callback par l'utilisation de types PROCEDURE.
En invoquant le module System, Modula offre aussi la possibilité de manipuler des informations brutes et non typées, grâce aux types génériques BYTE et WORD (octet), ADDRESS (pointeur non typé + nombre) et BITSET (groupe de flags non typé). Si un paramètre d'une fonction est de type ARRAY OF BYTE (tableau d'octets de taille quelconque), le paramètre pourra contenir en vrac n'importe quel type d'information. On peut ainsi profiter des avantages de la programmation physique dans les modules où elle est nécessaire, et d'une sécurité maximale partout ailleurs.

### Modules, interfaces, encapsulation et unité de compilation
En Modula le mot clé MODULE sert à encapsuler des éléments tels que des variables, des types ou des fonctions, c'est-à-dire à les rendre invisibles de l'extérieur du module, afin de cacher les détails internes de la construction du module.
Un module peut contenir d'autres modules. Dans un programme de grande dimension, un seul fichier exécutable peut contenir plusieurs fonctionnalités, le code source de chaque fonctionnalité peut être réparti sur plusieurs fichiers sources. Les fichiers sont alors compilés par petits groupes appelés unités de compilation.
La compilation peut se faire en plusieurs étapes, une unité de compilation à la fois.
Pour un programme ordinaire l'unité de compilation est composée d'un seul fichier source qui commence par MODULE.
Pour une bibliothèque l'unité de compilation est composée de deux fichiers source :
- une interface qui commence par DEFINITION MODULE, où sont déclarés les éléments rendus publics, utilisables par les unités qui exploiteront ce module ;
- un corps qui commence par IMPLEMENTATION MODULE, qui contient les éléments privés, ainsi que les instructions.

Pour utiliser dans un module B un élément (fonction, type, variable) provenant d'un module A, on ajoute au début du module B le mot clé FROM suivi du nom du module (ici A), puis du mot IMPORT et de la liste des éléments importés.

### Primitives et bibliothèques
Le langage Modula comporte seulement quelques instructions : INC, DEC, INCL, EXCL, CHR et ORD.
Dans les programmes écrits en Modula, la majorité des opérations se font par l'utilisation des primitives incluses dans un ensemble de bibliothèques fournies avec le compilateur. les fonctions dans ces bibliothèques peuvent varier selon le système et le compilateur.
Le langage offre la possibilité de créer des bibliothèques, et toutes les bibliothèques de primitives fournies avec le compilateur sont écrites en Modula, exception faite des bibliothèques SYSTEM et COROUTINES.
Chaque bibliothèque consiste en un fichier de définition DEFINITION MODULE et un fichier d'implémentation IMPLEMENTATION MODULE.
Dans le fichier de définition sont déclarés les éléments qui seront rendu publics et donc utilisables par les programmes qui exploiteront ce module. Dans le fichier d'implémentation se trouvent les éléments privés, ainsi que les instructions.

### Programmation concurrente
La programmation concurrente en Modula est basée sur les coroutines et les variables de contexte. Le contexte étant l'instruction qu'une coroutine était en train d'exécuter à un moment donné (voir commutation de contexte).
Le type de données contexte s'appelle PROCESS en Modula-1 et Modula-2 et COROUTINE en Modula-3.
L'instruction TRANSFER permet d'arrêter l'exécution de la coroutine en cours A, et de relancer l'exécution d'une coroutine quelconque B. le contexte d'exécution de la coroutine B est passé en paramètre. La coroutine A sera suspendue - l'exécution de l'instruction TRANSFER est ne se terminera pas - jusqu'à ce qu'une autre coroutine utilise l'instruction TRANSFER.
L'instruction IOTRANSFER permet d'arrêter l'exécution de la coroutine en cours A et de relancer l'exécution d'une coroutine quelconque B jusqu'à ce qu'une interruption matérielle survienne. La coroutine A reste suspendue jusqu'à la venue de l'interruption.
Une instruction permet de créer un nouveau contexte pour une coroutine.
Ces trois instructions suffisent à réaliser un noyau multitâche préemptif, des thread légers, ainsi que des mécanismes de synchronisation. Des mécanismes qui sont souvent inclus dans les bibliothèques fournies avec le compilateur Modula.

### Programmation de haut niveau et portabilité
Modula est un langage de programmation de haut niveau, c'est-à-dire qu'il permet d'écrire un programme sous une forme proche de la pensée humaine, et cache les détails techniques de la machine sur laquelle le programme va être exécuté.
Un langage de programmation de haut niveau permet d'écrire des programmes portables. C'est-à-dire qu'un programme écrit pour un système peut, moyennant quelques changements mineurs, être compilé de nouveau sur un autre système.
Pour faciliter les modifications, les éléments du langage qui peuvent différer d'un système à l'autre sont encapsulés dans les modules SYSTEM et COROUTINE. Il y a notamment les types de données de bas niveau BYTE, ADDRESS, BITSET, PROCESS et COROUTINE. ainsi un module qui risque de demander des changements peut être repéré facilement par le fait qu'il importe des éléments du module SYSTEM ou COROUTINE.
La majorité des instructions dans un programme écrit en Modula consiste à utiliser des fonctions incluses dans les bibliothèques fournies avec le compilateur. Tout comme dans le langage C, il existe une suite de bibliothèques standards et communes à tous les compilateurs, à la suite de laquelle se rajoutent diverses bibliothèques, différentes d'un compilateur à l'autre.

## Lilith
Lilith est le nom d'une station de travail conçue en 1978 par l'École polytechnique fédérale de Zurich, et dont l'environnement logiciel est entièrement écrit en Modula.
Cet environnement inclut un compilateur, un système d'exploitation, un environnement graphique et divers outils.
Le développement de la machine était à la fois un exercice grandeur nature pour les élèves des facultés d'électronique et d'informatique de l'université, et une occasion d'évaluer les qualités et les défauts de Modula sur les projets de grande ampleur.
Le processeur utilisait un M-code, et un bus rapide pour l'affichage graphique.